# 小行星7850
小行星7850（7850 Buenos Aires）是一颗绕太阳运转的小行星，为主小行星带小行星。该小行星于1996年6月10日发现。

## 轨道参数
小行星7850的轨道半长轴为2.4171461 UA，离心率为0.108。